# Tournoi pré-olympique masculin de la CONCACAF 2008
Navigation
Athènes 2004 Londres 2012
Le tournoi pré-olympique de la CONCACAF 2008 est la douzième édition du tournoi pré-olympique de la CONCACAF, qui met aux prises huit sélections de football d'Amérique du Nord, d'Amérique centrale et des Caraïbes affiliées à la CONCACAF. La compétition se déroule aux États-Unis du 11 au 23 mars 2008.
Le Honduras remporte le tournoi pour une deuxième fois après son premier sacre en 2000 et se qualifie pour les Jeux olympiques de Pékin tandis que les États-Unis s'assurent une quatorzième présence de leur histoire à l'épreuve olympique.
Une fois de plus lorsqu'une compétition internationale à laquelle participe une sélection cubaine est tenue aux États-Unis, des internationaux cubains font défection. Après Osvaldo Alonso et Lester Moré au cours de la Gold Cup 2007, sept joueurs quittent la délégation officielle de Cuba après le verdict nul face aux États-Unis, laissant un groupe de onze joueurs terminer la compétition,. Et en raison de la suspension de Roberto Linares pour un carton rouge lors de la rencontre inaugurale, Cuba joue la totalité de sa rencontre face au Honduras à dix contre onze et sans remplaçant disponible.

## Villes et stades
| \| Carson Nashville Tampa \| |                       |
| \| Carson Nashville Tampa \| | Carson                |
| ---------------------------- | --------------------- |
| \| Carson Nashville Tampa \| | StubHub Center        |
| \| Carson Nashville Tampa \| | Capacité: 27 000      |
| \| Carson Nashville Tampa \| |                       |
| \| Carson Nashville Tampa \| | Nashville             |
| \| Carson Nashville Tampa \| | LP Field              |
| \| Carson Nashville Tampa \| | Capacité: 69 143      |
| \| Carson Nashville Tampa \| |                       |
| \| Carson Nashville Tampa \| | Tampa                 |
| \| Carson Nashville Tampa \| | Raymond James Stadium |
| \| Carson Nashville Tampa \| | Capacité: 65 856      |
| \| Carson Nashville Tampa \| |                       |
| Carson Nashville Tampa       |                       |

## Nations participantes
Les trois nations nord-américaines, à savoir le Mexique, les États-Unis et le Canada, sont automatiquement qualifiées. Les sélections centraméricaines se qualifient aux moyens d'une phase de groupes puis de barrages entre les six équipes participantes pour déterminer les trois participants au tournoi. Dans la zone caribéenne, vingt-et-une nations jouent les éliminatoires pour les deux dernières places.
| Zone  | Pays       | Qualification                  | Participations | Meilleur résultat                            | Dernière participation | Participation aux Jeux olympiques (dernière participation) |
| ----- | ---------- | ------------------------------ | -------------- | -------------------------------------------- | ---------------------- | ---------------------------------------------------------- |
| NAFU  | Canada     | Automatique                    | +6,            | Finaliste (2) · 1984, 1996                   | 2004                   | +3, (1984)                                                 |
| NAFU  | États-Unis | Automatique                    | +8,            | Vainqueur (2) · 1988 et 1992                 | 2004                   | +13, (2000)                                                |
| NAFU  | Mexique    | Automatique                    | +9,            | Vainqueur (5) · 1964, 1972, 1976, 1996, 2004 | 2004                   | +9, (2004)                                                 |
| UNCAF | Honduras   | Vainqueur de la triangulaire 1 | +4,            | Vainqueur (1) · 2000                         | 2004                   | +1, (2000)                                                 |
| UNCAF | Guatemala  | Vainqueur de la triangulaire 2 | +6,            | Tour final (1) 1968                          | 2000                   | +3, (1988)                                                 |
| UNCAF | Panama     | Vainqueur du barrage de zone   | +4,            | Quatrième (1) 1964                           | 2004                   | +0,                                                        |
| CFU   | Cuba       | Vainqueur du second tour       | +3,            | Troisième place (2) 1976 et 1984             | 1984                   | +2, (1980)                                                 |
| CFU   | Haïti      | Vainqueur du second tour       | +1,            | Première participation                       | Première participation | +0,                                                        |

## Compétition

### Règlement
Le règlement est celui de la FIFA relatif à cette compétition, des éliminatoires à la phase finale :
- une victoire compte pour 3 points ;
- un match nul compte pour 1 point ;
- une défaite compte pour 0 point.

Le classement des équipes est établi grâce aux critères suivants :
1. Plus grand nombre de points obtenus dans tous les matchs du groupe ;
2. Meilleure différence de buts dans tous les matchs du groupe ;
3. Plus grand nombre de points obtenus entre les équipes à égalité ;
4. Meilleure différence de buts dans tous les matchs du groupe entre les équipes à égalité ;
5. Plus grand nombre de buts marqués dans tous les matchs du groupe ;
6. Tirage au sort.

- Les deux premiers de chaque groupe sont qualifiés pour les demi-finales où le premier d'un groupe affronte le deuxième de l'autre.
- Les finalistes sont qualifiés pour les Jeux olympiques 2008.